# Storm King

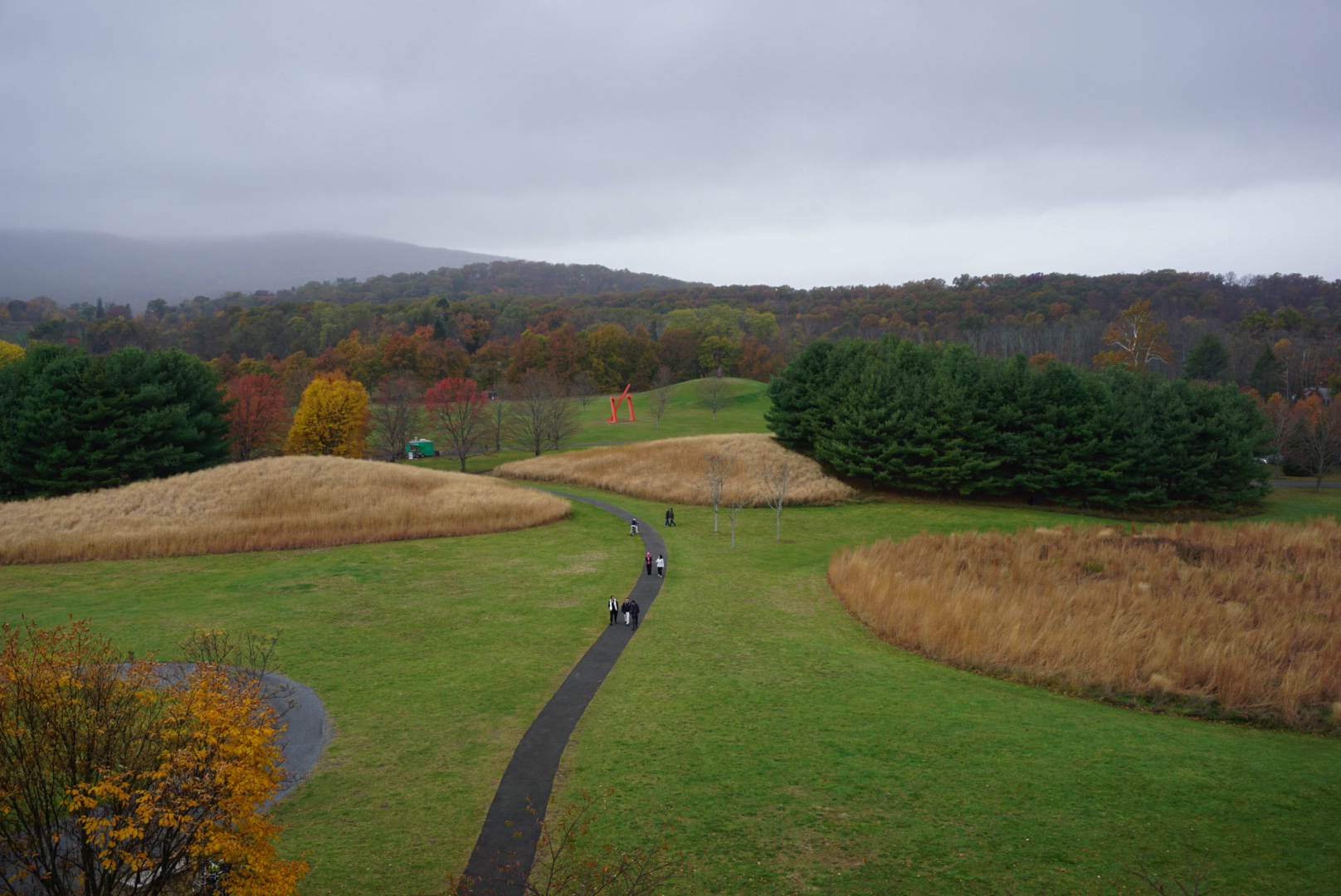
Imagen del parque

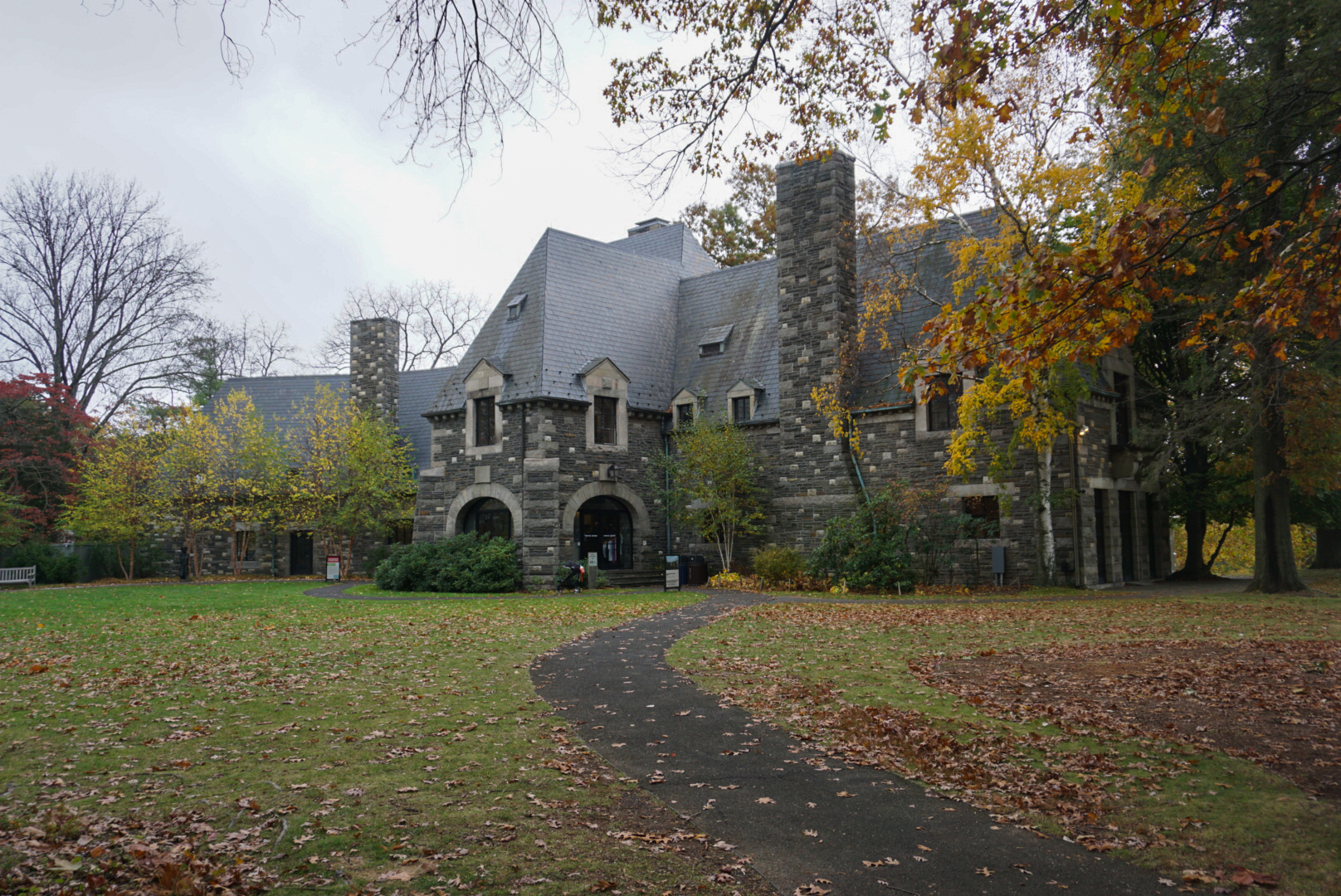
Imagen del museo

El Centro de Arte Storm King (en inglés, Storm King Art Center), abreviado como Storm King, es un museo al aire libre ubicado cerca de Cornwall, en el Estado de Nueva York (Estados Unidos). Dedicado al arte contemporáneo, ocupa un extenso parque de 200 ha.

## Historia
Creado en 1960 por Ralph E. Ogden y Peter Stern para ser el Museo de Pintores del Valle del río Hudson, se amplió rápidamente para acomodar trece esculturas monumentales de David Smith instaladas en las colinas de Mountainville. A partir de 1972, las colecciones permanentes se enriquecieron con obras modernas de escultores como Alexander Calder, Henry Moore y Louise Nevelson.
Más recientemente, el centro ha adquirido importantes piezas de:
- Alexander Calder[10]
- David Smith[11]
- Mark di Suvero[12]
- Henry Moore[13]
- Douglas Abdell[14]
- Isamu Noguchi[15]
- Richard Serra[16]
- Louise Nevelson[17]
- Magdalena Abakanowicz[18]
- Alice Aycock[19]
- Andy Goldsworthy[20]
- Alexander Liberman[21]
- Sol LeWitt[22]
- Roy Lichtenstein[23]

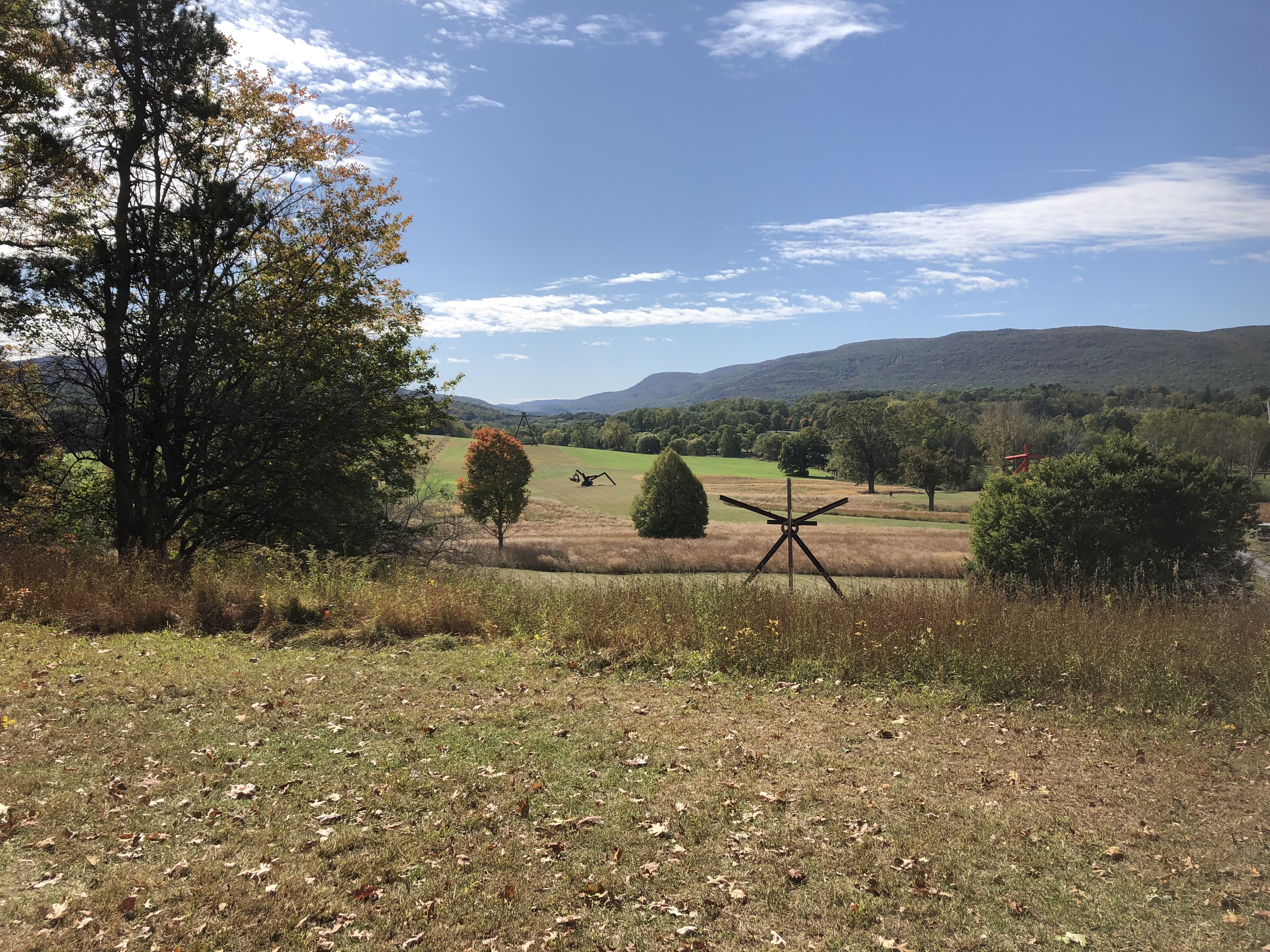
Foto panorámica con esculturas de Mark di Suvero.

El parque cuenta con un edificio que data de 1935, copia de un castillo normando, que alberga nueve galerías destinadas a habitaciones de tamaño más modesto o sensibles a las condiciones exteriores.
El Storm King Park Center está muy cerca del Museo de Arte Contemporáneo Dia Beacon ubicado al otro lado del río Hudson, cerca de Newburgh.

## Videos
Storm King» en Vimeo.com.